# 太陽の家
社会福祉法人太陽の家（たいようのいえ）は、大分県別府市亀川に本部を置く社会福祉法人である。障害者の自立のための施設太陽の家（大分県別府市亀川）、愛知太陽の家（愛知県蒲郡市）、京都太陽の家（京都府京都市南区）等を運営する。

## 概要
「保護より機会を」、「世に身心障害者はあっても仕事に障害はあり得ない」という理念のもと、1965年に医師中村裕によって設立された。
作家の水上勉や評論家の秋山ちえ子の支援もあって、ソニーの井深大、ホンダの本田宗一郎、オムロンの立石一真らの実業家の理解を得、これらの企業と共同出資した会社を設立して障害者を雇用し、通常の工場と同様の製品の生産を行っている。太陽の家という名も、水上勉が命名したものである。
また、障害者が施設内で閉じた生活を送るのではなく、地域と積極的に関わることを目指している。別府市の太陽の家内にあるスーパーマーケットや銀行の支店等の施設は地域の住民も利用可能であり、交流の場にもなっている。

## 沿革
- 1965年（昭和40年）10月 - 太陽の家開所。
- 1966年（昭和41年）4月 - 身体障害者授産施設開所。
- 1971年（昭和46年）4月 - 本館竣工。
- 1971年（昭和46年）6月 - 重度身体障害者授産施設開所。
- 1972年（昭和47年）2月 - オムロン太陽株式会社設立（別府市、オムロンとの共同出資会社）。
- 1972年（昭和47年）4月 - 身体障害者福祉工場開設。
- 1977年（昭和52年）12月 - スーパーマーケット「サンストア」開店。
- 1978年（昭和53年）2月 - ソニー・太陽株式会社設立（日出町、ソニーとの共同出資会社）。
- 1979年（昭和54年）4月 - 身体障害者職能開発センター竣工。
- 1980年（昭和55年）7月 - 大分銀行太陽の家支店開設。
- 1981年（昭和56年）3月 - コミュニティセンター竣工。
- 1981年（昭和56年）9月 - ホンダ太陽株式会社設立（別府市→日出町、ホンダとの共同出資会社）。
- 1983年（昭和58年）12月 - 三菱商事太陽株式会社設立（別府市、三菱商事との共同出資会社）。
- 1984年（昭和59年）3月 - デンソー太陽株式会社設立（蒲郡市、デンソーとの共同出資会社）。
- 1984年（昭和59年）4月 - 愛知太陽の家開所。
- 1985年（昭和60年）3月 - オムロン京都太陽株式会社設立（京都市、オムロンとの共同出資会社）。
- 1986年（昭和61年）4月 - 京都太陽の家開所。
- 1991年（平成3年）9月 - 身体障害者通所授産施設開所。
- 1992年（平成4年）7月 - ホンダアールアンドデー太陽株式会社設立（日出町、ホンダとの共同出資会社、 2021年4月にホンダ太陽と合併）。
- 1993年（平成5年）5月 - 身体障害者通所授産施設分場開所。
- 1995年（平成7年）7月 - 富士通エフサス太陽株式会社設立（別府市、富士通エフサスとの共同出資会社）。
- 1996年（平成8年）10月 - 太陽の湯改築。
- 1997年（平成9年）3月 - サンストアが新築移転。
- 2000年（平成12年）10月 - 太陽の家歴史資料館開設。
- 2004年（平成16年）4月 - 授産場、重度授産場を第一授産センター、第二授産センター、第三授産センターに再編成。
- 2004年（平成16年）4月 - 太陽の家障害者生活支援センター開所。
- 2005年（平成17年）3月 - 雇用・能力開発機構から簡易住宅「太陽住宅」を購入。
- 2005年（平成17年）9月 - 障害者相談支援センターたいよう開所。
- 2007年（平成19年）10月 - 亀川サンクリニック開院。
- 2009年（平成21年）10月 - スワンカフェ&ベーカリー太陽の家店が開店。
- 2010年（平成22年）4月 - 障がい者就業・生活支援センターたいよう開所。
- 2011年（平成23年）8月 - サンストアが移転し、新店舗オープン。
- 2011年（平成23年）10月 - 新本館竣工[5]。
- 2016年（平成28年）9月 - 所属選手の木谷隆行がリオデジャネイロパラリンピックのボッチャ競技で団体銀メダルを獲得[6]。